# Rubus pinnatus
Rubus pinnatus là loài thực vật có hoa trong họ Hoa hồng. Loài này được Willd. miêu tả khoa học đầu tiên năm 1799.